# ブックビルディング
ブックビルディング（英語: bookbuilding）とは、株式の募集又は売出しの際の価格設定に用いられる発行条件の決定のための需要予測のことであり、一般的に「需要積み上げ方式」と呼ばれることもある。ブックビルディング方式について、東京証券取引所では新規上場に際して募集又は売出しを行う場合は、ブックビルディング又は競争入札のいずれかを予め発行会社及び引受証券会社で行うことを義務付けているなど、各証券取引所や日本証券業協会の規則などに、その取扱いについて定めがある。需要申告と呼ばれることもある。

## 概要
募集又は売出しを予定している発行会社では、ローンチ後、まずブックビルディングの前に、募集又は売出し時の適正な価格発見能力に優れた複数の機関投資家に対しロードショーと呼ばれる説明会を行う。ロードショーで機関投資家から受けた意見をもとに仮条件と呼ばれる価格帯を設定し、発行会社は「価格帯について記載した訂正有価証券届出書を所管する地域の財務局に提出する。この訂正有価証券届出書に記載された内容が反映された目論見書を証券会社は個人投資家等の一般投資家に提示する。その後、投資家は目論見書の内容を基に適正と思われる価格と需要数量を申告する。発行会社は投資家からの需要を把握し、市場動向にあった募集又は売出しの価格決定を実施するのであるが、この価格決定に際して行われているのがブックビルディングである。なお、ブックビルディングについて、東京証券取引所では5営業日での実施をモデルケースとしているほか、日本証券業協会でも1週間程度で行われるのが一般的であるとしている。

## 会社法とブックビルディング
会社法上、普通株式を日本国内の証券取引所に上場している場合、その募集に伴い公正な価額による払込みを実現するためには、適正な払込金額の決定の方法を取締役会決議で決定し、その決定方法を公告又は通知することが、会社法201条2項及び3項で求められている。ここで言われる「適正な払込金額の決定の方法」について、その具体的な決定方法としては、日本証券業協会が定めた有価証券の引受けに関する規則2条16号に定められているブックビルディング方式が想定されている。他方、株式公開による新規上場の場合、会社法201条2項及び3項のような規定は存在しないため、具体的に公開価格を決定し通知又は公告の必要があるものの、この決定にブックビルディング方式を用いた価格決定を実施することに制限はない。
このように、募集又は売出しに係る価格の決定方法として、ブックビルディングを用いることは会社法上認められたことではあるが、一方で、ブックビルディングの結果決定された払込金額が、株主以外の者に特に有利な発行に該当しているのではないかという問題は別個に存在している。言い換えれば、仮にブックビルディングを用いた価格決定を行ったとしても、会社法上は禁じられている有利発行と判断される恐れがあることに注意する必要があるということである。

## ブックビルディング方式と訂正有価証券届出書
日本における株式のIPOやPOの価格決定においては、ブックビルディング方式による価格決定を行うのが一般的である。この場合、有価証券届出書を提出した段階では、想定発行又は売出価格は提示されているものの、募集又は売出しに係る価格は定まっておらず、市場価格やロードショーを参考にした仮条件が提示された後、ブックビルディングが行われるというのは前述のとおりであるが、このブックビルディングによる価格の決定は企業内容等の開示に関する内閣府令（以下「開示府令」という。）第11条第3号において、「有価証券届出書に記載すべき事項の内容の決定」にあたるため、訂正有価証券届出書を提出する必要がある。なお企業内容等の開示に関する留意事項について（通称：開示ガイドライン）B8-3ロにおいても、このタイミングで提出された訂正有価証券届出書は、提出日又はその翌日に有価証券届出書としての効力が発生する事が記載されている。さらにいえば、実務上もプライシング日に、財務局からその翌日を効力発生日とする有価証券届出書の効力発生通知書を、発行会社が受領することが一般的である。因みに、ブックビルディングが行われる前に提示される仮条件についても、その決定は「発行価格に関し発生した重要な事実」であるため、開示府令第11条第2号により、訂正有価証券届出書を提出しておく必要がある。
一方で、新株予約権付社債（いわゆるCBのことである。）の募集に際して行われる転換価格の市場価格からのアップ率の決定においてもブックビルディングによる価格の決定が行われる。しかしながら、会社法238条2項及び309条2項6号又は240条1項、2項及び3項の規定から、新株予約権の行使価額を公告に記載する必要があり、ブックビルディング方式により決定するという記載をすることを以って、有価証券届出書の記載事項を満たしているとは認められていない。それゆえ、ブックビルディングの結果、行使価額を定めたのち、訂正有価証券届出書又は訂正臨時報告書を提出したうえで、そこから払込期日まで中2週間を開ける必要がある。

## ブックビルディング方式導入のメリット
日本郵政株の売出しを前に開催された財務省の財政制度等審議会において、次の指摘がなされている。
1. 新規公開（以下「IPO」という。）、第二次以降の株式の募集又は売出し（以下「PO」という。）にかかわらず、ブックビルディング方式であれば、小口の需要が多い一般投資家からかなりの数量の購入を希望する機関投資家に至るまで幅広い投資家層に対して需要状況の調査を行うことができる[16]。
2. 1.に加えて、1.の受容状況の調査を受けた需要の積上げを実施し、その積上げ結果に基づいて募集又は売出しの価格を決定するなど、合理的な価格形成を行うことができる[16]。

また、日本におけるIPOでブックビルディング方式の導入が検討され始めた1997年6月に、大蔵省の証券取引審議会ではブックビルディング方式のメリットとして、以下の事項が挙げられた。
1. 発行市場のみならず公開後の流通市場までをも見据えた需要の積上げによる価格決定を可能とすることで、株価に対する投資家の信頼性がを高まる[6][17]。また、長期投資を予定する機関投資家等によるIPO参入を促すことにより、市場の効率化・活性化も期待できる[6][17]。
2. 引受証券会社も、主体的に公開価格の決定に関与できるため、IPO後の流通市場におけるマーケットメイク機能をより積極的に発揮できる[6][17]。さらに、このマーケットメイク機能は公開後の売買高の低下を妨げる効果を誘引し、流通市場の活性化が期待できる[6][17]。
3. 引受証券会社における引受機能がより一層発揮され、流通市場におけるマーケットメイク機能をより積極的に発揮できる[6][17]。そしてその効果として、引受証券会社による多面的で自由な競争の促進と市場の効率化の誘引を期待できる[6][17]。
4. それまで行われていた一部入札方式と比較すると手続きが簡素となり、IPOに要する日程の短縮と需要動向に応じた弾力的な発行（オーバーアロットメントの実施など）が可能となる[6][17]。
5. ブックビルディング方式は欧米ですでに定着している方式であるため、グローバル・スタンダードに合致した価格決定方式による価格決定ができる[6][17]。

## ブックビルディング方式の課題とデメリット
ブックビルディングによる、IPOやPOの価格決定ついて、日本証券業協会では、『新規公開株の配分のあり方及び価格決定等について～「新規公開株の顧客への配分のあり方等に関するワーキング・グループ」報告書～ 』と題した報告書で、「需要の重複申告と空積み」及び「ブックビルディングの価格発見機能」、「ブックビルディングとその後の配分との関係」において課題があると指摘している。以下では、それぞれについて、同報告書等を参考に解説を行う。

### 需要の重複申告と空積み
ブックビルディングの後に続くIPO銘柄の配分を求めて、一部の投資家が同一の需要を複数の証券会社に重複して申告しているという実態がある。しかしながら、そもそもブックビルディングは公開価格を発見するために行うものであり、投資家の需要に基づかない申告が積み上がってしまえば、把握される需要動向が不正確なものとなり、結果的に、IPO時の公開価格が必ずしも需要動向に合致しなくなる。現状では、同じ証券会社の中で、複数店舗での口座開設を認めていなかったり、ブックビルディング毎に名寄せを行うなどすることで需要の重複した申告を退けることができているものの、他の証券会社との間では、各証券会社で他の証券会社で需要申告をしていないことを確認することまでは行っているが、個人情報保護やIPOのスケージュールの観点から名寄せを行うことが困難であるため、重複した申告を完全に退けることは出来ていない状況にある。そのような中で、同一のIPO銘柄に対して重複して申告された需要がブックビルディングとして積み上がると、適正な価格を発見するためのツールとしてブックビルディングの結果得た需要が、実需と比較すると過大なものとなってしまう。この結果、実需から上方に大きく乖離した価格が、IPO時の公開価格とされてしまいかねない危険を孕んでいる。また、証券会社が実際には投資家からの需要がないにもかかわらず需要の申告があった、或いは、投資家から需要の申告を受けた数量を水増しして主幹事証券会社に報告するという「空積み」がなされ、ブックビルディングの結果得られる需要に基づいて定まったはずの価格が実需とかけ離れてしまっている危険もはらんでいる。このような証券会社による空積みへの対策として、各証券取引所や日本証券業協会では自主規制規則で、空積みの禁止を謳っているものの、これを行っていたという事実が証券会社内の内部監査や証券取引等監視委員会による検査、各証券取引所や日本証券業協会による考査等で摘発される事例が数多くある。このような投資家による需要の重複申告や証券会社による需要の空積みは、ブックビルディングに際して需要の申告を行うことが、慣例上、その後の配分の申込みとなっているからであるとする意見もある。

### ブックビルディングの価格発見機能
ブックビルディングで申告される価格は仮条件の上限価格がほとんどであり、ブックビルディングの結果、決定された募集又は売出しに係る価格は、2003年後半以降、一部を除いて仮条件の上限価格で定まっているという実態もある。これは、後述するがブックビルディングとその後の配分の申込みが事実上同一化していることに由来する。そして、このようにして積み上がった需要は、数量の多寡についていえば需要状況に合致していると言える一方で、価格については実態にそぐわないほど高いものとなっているとする指摘がある。他方で初値が募集又は売出しの価格の数倍となる事例も散見されており、ブックビルディングにより決定された価格も、市場の実勢を反映しているとは言えないとの指摘もなされている。

### ブックビルディングとその後の配分との関係
ブックビルディングは価格発見のためのプロセスでしかなく、その後の配分の申込みを受け付けるためのものではない。それゆえ、ブックビルディング制度導入当初はブックビルディングで需要の申告を行ったことと、その後の配分は無関係であり、ブックビルディングに需要の申告を行わなかった投資家に対して株式の配分を実施しても、証券会社が各々定めている配分に関する基本方針や社内規則に反していなければ問題とはならないと日本証券業協会では整理していると、前述の報告書では記載がなされている。
これについて、ブックビルディング方式の導入当初は、ブックビルディングと配分を、別々の手続きで行う必要があるか議論があった。ここでは、ブックビルディングに需要の申告を行う投資家は、その銘柄に一定程度の関心を抱いていると考えられ、実際にその株を取得することを希望する投資家による需要の申告内容は希望しない投資家による需要の申告内容よりも、より実需に近いものであると考えられるとして、同一の手続きでもよいとされた。さらに、主幹事証券会社から各社に対してなされる配分は、各社の需要申告に基づいて行われるため、ブックビルディングによる需要の申告を経ていない購入申込み分があったとしても、その申込み分については主幹事証券会社には伝えられていないため、当該申込みに見合う株式数の配分を受けることができないという制度的な制約もある。また、ブックビルディングと購入の申込みの受付けとを別々に行うと、ブックビルディング方式のメリットである募集又は売出しに係る日程の短期化の実現に支障をきたすという実態がある。このような理由から、ブックビルディングに需要を申告した投資家の中から配分先を決定する方式が主流となった。
しかしながら、この主流となったブックビルディングに需要を申告した投資家の中から配分先を決定する方式は、ブックビルディングに需要の申告を行わなかった投資家にその後の配分をしてはならないとする誤った考えを証券会社が抱くようになり、さらに、証券取引等監視委員会などによる検査の場でも、誤った解釈に基づく指摘が相次いだりしているという実態もある。また、ブックビルディングと配分の関係をどう整理するかについて、日本証券業協会では、各証券会社にその解釈権を委ねており、「ブックビルディングでの需要申告は協会員が顧客に対して積極的に需要を掘り起こした結果として積み上げられるべきか、それとも顧客から申告された需要を淡々と積み上げるだけとすべきか」というような基本的な考え方でさえも証券会社の間に相違が生じており、その相違が影響してブックビルディングの方法や配分の基準においても証券会社によりまちまちなものとなっている。その結果、投資家が混乱しているという実態もあるという。

## ブックビルディング方式導入の歴史

### 導入前史
日本国内で行われるIPO時の価格決定については、ブックビルディング制度導入までも、様々な検討がなされ、その都度、価格決定方法は変遷した。（以下では、ブックビルディング方式導入に至るまでの経緯をまず解説する。）
そもそもIPO時の公開価格の決定は1970年までは、各引受証券会社で、国税庁の定めていた相続税の財産評価に関する方式を基本とし、これに同業種の上場会社との利回り、株価収益率、財務比率等の比較による修正及び市場性などの勘案を行ったうえで、ある程度のディスカウントを行うという方法で価格算定を行っていた。しかしながら、この算定方法について証券会社間で統一された基準がなかったため、各引受証券会社が独自の考え方を混ぜ入れて最終的なディスカウント率を算定出来てしまうという問題があり、実際の値付けも各社各様でバラバラなものとなってしまっていた。しかし、1970年代後半は新規上場会社が増加するとともに、初値と公開価格の値開きが大きくなりIPO銘柄への投資が人気化した時代でもあり、そのような中で、公開価格の適正化を図るため、公開価格算定方式の統一化及び合理化を図る必要性が生じていた。そこで、引受業務に関する業者ルールを定めていた総合証券会社7社で「株式公開価格算定基準」を定め、公開会社の株価算定の基礎とするために類似会社を選定し、公開会社と類似会社との1株当り配当金、純利益及び純資産について、定められた比率に基づき新規公開株の株式公開価格を算定する方法により、株式公開価格算定方式の統一化を図った。この株式公開価格算定基準は、後に入札制度における下限価格決定方式としての類似会社比準方式を定めるうえで基礎となっている。
今日でもIPO銘柄に関する問題の大半は、証券会社が実際に配分することによる利益供与の問題として取り扱われることが多いが、それは、1970年の「株式公開価格算定基準」制定当時も同じであった。日本証券業協会が公表した『会員におけるブックビルディングのあり方等について』によれば、1973年6月、殖産住宅の会社関係者が上場間近の自社株を買集め、上場時に売却して多大な利益を得たうえに、同社株が自社のIPOに利便を与え得る立場の者などに不公正な配分が行われた事件があげられている。このほか、1988年には、リクルートの子会社であるリクルートコスモスが店頭市場に登録する直前に、未公開株であったリクルートコスモス株が政治家や官僚に譲渡されるという贈収賄事件が明らかとなり社会問題化した、いわゆるリクルート事件も、新規公開株に関する問題の1つであると、先述の報告書では記載されている。このようなIPO銘柄に関する問題に対しては、IPO直前の一定期間における利害関係者への公開予定株式の異動等は禁じられるなど、対策措置は講じられたものの、そもそも「これらの問題の根源には、公開価格と初値の乖離の問題が存在」しており、その解決が必要である旨が『第9回大蔵省証券局年報（昭和46年版）』で指摘された。具体的には、新規公開に伴う公開価格は、当時は前述の類似会社比準方式で決定されていたが、この価格は実勢より低くなることが一般的だが、これは極端に安い価格で利害関係者に予め配分した結果、IPO後必然的に価格が上昇することで不当利益を生み出し、それが転がり込むことを目論んでいるからであり、この現状が問題であるというのが、指摘の趣旨である。
日本証券業協会が前述の報告書を作成するにあたり、当時の状況を実際のIPOに際して値付けが行われた公開価格と初値について比較調査したところによれば、「公開後の初値は、平均して公開価格の1.3倍ないし1.5倍となっており、初値が公開価格を下回った事例は見受けられなかった。」としたうえで、同報告書の中で、公開価格と初値の間に起きたこの乖離は、「主たる原因として、公開価格が企業の財務内容から算出した理論価格であるのに対し、初値は投資家の実際の需要により決定される価格であり、新規公開株に対する人気や成長性に対する期待が反映していることにある」というように当時の大蔵省は判断したのではないかと結論付けている。また、本件を受けて、大蔵省の証券取引審議会などでは、公開価格と初値の乖離を問題視する議論がなされると同時に、その理由として公開価格の決定方式に問題があるからではないかと結論付け、1970年以降用いられていた株式公開価格算定基準による価格決定に代わる新たな価格決定方法を、証券会社に導入させることで対応することが適当であると決定された。この決定を受け、1988年12月には、大蔵省の証券取引審議会不公正取引特別部会において『株式公開制度の在り方について－問題点とその改善策―』と題された報告書が取り纏められた。そこでは、次の段落に記載の内容が記載された。
公開価格の算定にあっては、価格形成の公正性と配分の公平性を意識し、一般投資家の需給を反映した価格決定がなされるべきであるが、その方法としては、IPO銘柄の全量又は一部を入札により配分する方法が考えられたことから、全量入札で行う方法と一部入札で行う方法を比較したところ、次の通りの結果が得られた。仮に全量入札を実施した場合は、募集又は売出しにおける価格決定や需給が、その時々の相場環境で著しく不安定になりかねず、結果として発行体の募集又は売出しの実施が困難になりかねない。一方で、一部入札を行ったとすれば、一般投資家でも入札により自由に購入申込みを行うことが可能になると同時に、当時の一般投資家にとって馴染み深い固定価格による募集又は売出しも併用できることから、IPO銘柄の安定消化が可能になるものと考えられ、そのうえ、公開価格の決定に一般投資家も参加する形で決められることで透明性が担保できるというメリットがある。これが、全量入札と一部入札について比較したところ得られた結論である。この比較結果を受けて考えられる具体的なIPO銘柄の価格決定方法の改善策として、まず、類似会社比準方式により算出した価格を参考に、IPO銘柄の一部を一般投資家の参加する入札に付し、さらに入札の結果提示された落札価格が基となった公開価格を定め、残りのIPO銘柄の募集又は売出しを行う方法が適当であると考える。
この取りまとめを受けて、東証や大証などの各証券取引所及び当時店頭市場の運営を行っていた日本証券業協会では、公開価格の決定方式の変更や公開前の株式の配分に関する規制の強化などを実施し、1989年4月から、前段の報告書に記載された内容と同様の価格決定を行うこととした。特に、この改正の端緒となったIPO銘柄の価格決定については、一般投資者からの需要を価格決定に反映することで、公開価格と初値との乖離が発生する問題の解消を図ろうと模索している。併せて、一般投資者にIPO銘柄の取得ができるチャンスを増やすことを目論んで一般競争入札を導入している。具体的には、類似会社比準方式により各引受証券会社が算出した価格を入札の下限価格とする。あわせて下限価格に1.3を掛けた額を上限価格とし、その価格の範囲内で、公開株式数の1/4以上半数以下の範囲の株数を入札に付す。この入札の結果、落札された価格の加重平均価格を公開価格とし、入札後の残りの株式を引受証券会社が販売する方式が、新たな価格決定方式とされ、これを一部入札方式と呼ぶ。
この一部入札制度による価格決定方式の導入の結果、1990年から1991年夏にかけては、多くの銘柄において上限価格に応札が集中する傾向が顕著となったが、バブル崩壊の影響を受けて市況環境が大きく悪化した1991年秋頃からは、一転して入札の人気が急速に低下した。そこで、入札制度における価格決定機能を強化するため、1992年4月には日本証券業協会では、入札の上限価格を撤廃すると同時に、入札の下限価格についても類似会社比準方式で算出された価格に0.85を掛けた額を同等又は上回る額であればよいとする規則の改正を実施した。また、あわせて入札に付する株式数を公開される株式数の半数以上とすることとした。さらに1992年8月には政府が総合経済対策の1つとして、IPO制度の規制緩和を打ち出し、落札加重平均価格を基準としつつ、引受証券会社が入札状況、期間リスク、需要見通し等を勘案して公開価格を決定することを解禁したものの、依然として欧米では見られない日本独自の、引受証券会社が株式公開時の価格決定にはほぼ関与できないという状況が続いた。さらに、前述のような大蔵省などの強い意向により導入されていた入札制度は、多数のIPO銘柄において、理論価格を基として入札を行うというやり方で公開価格を決めていたにもかかわらず、IPO直後から市場価格が急落し、売買高も減少するという問題を生んでいた。この問題については、「入札制度は、公開価格が一般投資家による入札結果等に基づき決定されるものの、入札が新規公開株の一部についてのみ行われること等もあり、発行済株式数全体の需給を反映したものとはならず、そのため、公開価格が高く設定されがちであり、公開後の円滑な流通に支障をきたすとの指摘があった。」と日本証券業協会は『会員におけるブックビルディングのあり方等について』において記載している。あわせて、同報告書では「入札申込上限株式数が制限されているため、価格算定能力が高いとされる機関投資家や外国人投資家等、大口投資家の需要が結果的に排除されているという問題点は強く指摘された。」とも記録している。日本証券業協会によると、人気度の高い銘柄においては、個人投資家を中心に多くの小口の投資家が自分が配分を受けられるように適正な価格と自身が判断する価格と比べても、より高い価格で応札を行い、その結果、実態の伴わない企業価値水準で落札がなされてしまい、公開価格も高くついてしまうがIPOがなされた後は、一転して実態の伴った企業価値水準を追うが如く株価は大幅に下落してしまうというのが、問題の本質である。なおこの公開価格からの下落はその後の資金調達に支障を来たすという別の問題も引き起こした。

### ブックビルディング方式の導入
前述のとおり、ブックビルディング方式導入に至るまでの間、募集又は売出し、とりわけIPOに係る公開価格の決定においては様々な問題があり、その都度、新たな方式が検討、導入された。それは一部入札制度導入後も変わることなく、証券取引審議会において、前述の株価形成上の問題が指摘され、あわせて「株式等の発行市場について、公正・妥当な価格形成機能を維持させつつ、期待される資金供給力をより十全に発揮させていくとの観点から、株式新規公開等における発行条件の決定や募集・売出しの方法及び配分ルールのあり方についての見直しを検討すべき」として、新たな価格決定方法を模索することが行われた。その結果、この問題の解決策を探るべく、新しく設置が予定されていた「店頭特則市場」において、入札制度に代わる新たな方法が検討された。そこで、1992年7月の日本製粉第19回無担保転換社債の発行において初めて採用されてからは転換社債の価格決定方法として、また株式でも、POにおける価格決定方法については、売出しについては1993年7月にアメリカのクライスラーが保有していた三菱自動車株の売出しにおいて、募集についても1994年3月に日本ジャンボーの募集において採用されており、POにおける価格決定方式としては日本国内でも一般的な手法となりつつあったブックビルディング方式が注目された。結局のところ、IPOを予定する発行会社の事業内容、成長性等に即して行われる株式評価を踏まえた仮条件を参考指標としつつ、IPO銘柄に対する投資家の需要を的確に把握することが期待でき、そのようなわけでベンチャー企業等、従来の上場銘柄等に比べ、ハイリスク、ハイリターンな性格を有しており、市場参加する投資家層も自ずと限定されると予想される店頭特則銘柄には、当時欧米のIPOにおいては一般的に行われている手法でもあったブックビルディング方式がふさわしい価格決定方式ではないかと判断されたことから、本方式を導入することが、1999年9月29日に証券取引審議会において決定された。もっとも当時のIPOにおいては、ブックビルディング方式を導入することは初めてのことであり、導入に対して慎重な意見もあったことが、前述の日本証券業協会の報告書に記載されている。
このような経緯を踏まえ、1996年12月にはエーティーエルシステムズ及びアクモスが、特則市場への上場第一号案件でもあり、ブックビルディング方式によるIPOの際の価格決定第一号案件となった。また、これが日本国内でもブックビルディング方式が導入される端緒となった。
その後、1997年3月には、日本証券業協会において「株式公開制度の改善策－ブックビルディング方式の導入に関する要綱」を取りまとめ、さらに同年6月の証券取引審議会においても、「証券市場が企業の資金調達に当たって期待されている役割を適切かつ効率的に果たしていくためには、株式等の発行市場における諸規則・諸慣行について不断の見直しを行っていく必要がある」との考えに基づいて、店頭特則銘柄のみならず、取引所上場銘柄や店頭市場銘柄におけるIPOの際の価格決定方式としてブックビルディング方式を導入すべきであるとされた。これを受けて、東証や大証など各証券取引所及び日本証券業協会では規則改正を行い、新たにIPO時にも公開価格決定方式として、「国際的に整合性があり、市場機能による適正な価格形成が期待できる」ブックビルディング方式を1997年9月から導入した。
また、いわゆる配分上限ルールについて、「一顧客当たり5,000株という配分上限が存在したままでは、本来価格決定能力において相対的に高い能力があるとされる機関投資家等が配分を受ける可能性を事実上排除する制度となってしまっており、機関投資家等からの適正な需要申告が期待できない」との指摘を受けたため、このルールを廃止し、各証券会社で配分に関する基本方針や社内規則を設け、これらの内容を投資家に周知する。同時に、そのほか、価格決定の公正性や透明性の観点から、これにより、その価格決定の良悪を投資家や発行体が容易に判断できるようにするため、価格決定に至る過程を有価証券届出書において開示し、流通市場での公開後の状況を各証券取引所や日本証券業協会に公表させることが大蔵省より求められた。加えて、配分の公平性の観点においても、行政（金融庁や証券取引等監視委員会など。）や自主規制機関（各証券取引所や日本証券業協会など。）によるチェックを後で実施することを可能とするために、引受証券会社の販売方針を有価証券届出書において開示させるとともに、販売先リスト等の証拠書類を一定期間保存することを義務付けた。この結果、証券会社側では実際の配分に際しても社内規則に基づいて配分を行い、当該配分に関して記録を行い、それを保存するとともに、配分が自社で定めた社内規則に基づいて適正な配分を行っていたのか否かを、自社で定期的に検査することなどが義務化されるなど、投資家への配分に関する、証券会社への新たな規制も、このブックビルディング方式の導入に合わせて導入されている。
このような経緯を経て、我が国におけるIPOについては、ブックビルディング方式が導入されており、ブックビルディング方式による価格決定は市場慣行として定着している。

## アクセリレーテッド・ブックビルディング
アクセリレーテッド・ブックビルディング（英語：Accelerated Book Building）とは、株式等有価証券の募集に際して、プレ・ヒアリングと呼ばれる有価証券発行情報が未公表の段階で、その募集に係る株券等有価証券に対する投資者の需要見込みに関する調査を実施する行為を行うことで、有価証券発行情報が公表された後、即日又は数日程度の短期間でブックビルディングを実施し、払込金額等の条件を決定する方法である。このアクセリレーテッド・ブックビルディングは、日本証券業協会が定める協会員におけるプレ・ヒアリングの適正な取扱いに関する規則により、原則として引受けを伴う募集を行う国内案件について、プレ・ヒアリングを禁止していることから、日本国内では海外募集案件についてのみ取り扱われる方式である。会社法201条2項にいう「公正な払込金額の決定」に関する方法は、一義的には日本証券業協会が定めている有価証券の引受けに関する規則2条16号において定められているブックビルディング方式が想定されてはいるものの、決してそれだけに限られるものではないとされており、アクセリレーテッド・ブックビルディングによる払込金額の決定がなされたとしても、実質的に、日本証券業協会が定めた有価証券の引受けに関する規則において定められているブックビルディングと同質同様の方法であれば、価格決定の方法としては公正なものと認められると、実務家や学者の間では考えられている。

## 脚註・出典

### 脚註
1. ↑  Bookは注文、Buildingは積上げを意味する英語であり、英語圏でも本スキームはBook Building乃至はbookbuildingなどと表記されている[1][2][3]。
2. ↑  ローンチから、この価格の決定に至るまでのことをプライシングとも呼び、実際に決定された日をプライシング日と呼ぶ[1]。
3. ↑  株式のIPOやPOの場合、仮条件を記載した訂正有価証券届出書を提出した日から中2週間を経過した日以降に払込期日を設定することができる。[1]
4. ↑  さらに「仮条件の上限価格で取得したいかどうか」や「仮条件の上限価格で公開価格が決定されそうかどうか」というのが、IPOでの配分を希望するか否かの判断基準の一つになっているという実態の存在が日本証券業協会から公表されている[18]。
5. ↑  ブックビルディング方式導入以前に用いられていた一部入札方式は、価格決定と取得申込みの両方をまとめて行う仕組みであると同時に、入札額の高い者から優先的に落札できる仕組みであったことから、取得を強く希望する投資家はできるだけ高い価格で入札をするという実態があった[18]。この影響で、一部入札方式で把握された需要動向を基に決定された価格は、流通市場において形成される株価と比較して、相当程度高めとなり、市場流通後の株価が公開価格を割り込む事例が多かったという教訓を踏まえたため、ブックビルディングについて、このような整理がなされている[18]。
6. ↑  証券会社のことを日本証券業協会では、協会員と表記している。[19]
7. ↑  現在のJASDAQの源流に当たる。
8. ↑  ここで用いるとされた、類似会社比準方式については、「より実勢に近い価格を算定できるように、所要の改善を加えるべき」とする注文が別途付されている[21]。
9. ↑  それまでは、配当要素も本方式における価格算定の要素として組み込まれていたが、投資の尺度としての重要性が既に失せていたため算定要素から外し、純資産と利益の2つを算定要素とする形に改善を図っている[6]。これは、前述の『株式公開制度の在り方について－問題点とその改善策―』の内容を受けて改善を図ったものである[6]。
10. ↑  IPOにおいて、「個別銘柄ごとの入札申込上限株式数及び入札後配分上限株式数が顧客1人当たり5,000株（5単元）以下で各銘柄ごとに主幹事証券会社が1,000株（1単位）単位で定める数、同一顧客に配分できる回数が一つの年度において4回まで、また時価発行株式については顧客1人当たり10,000株までとする」など一律に具体的な数値基準による配分上限を設定したという制度[18]。この数値基準に反することなく行われた配分の中にも一部の投資家から不公平として問題視される例が現れ、より厳格な規制が求められることになった[18]。
11. ↑  その結果として、個人投資家を中心とする入札が行われた結果、企業価値に比べて過度に高い評価を受けた公開価格による落札がなされやすい状況にあることも指摘された[18]。